# Callidium
Callidium is een kevergeslacht uit de familie van de boktorren (Cerambycidae). De wetenschappelijke naam van het geslacht werd voor het eerst geldig gepubliceerd in 1775 door Fabricius.

## Soorten
Callidium omvat de volgende soorten:
- Callidium chlorizans (Solsky, 1870)
- Callidium coriaceum Paykull, 1800
- Callidium kuratai (Yokoyama, 1972)
- Callidium affine Montrouzier, 1855
- Callidium asaemoides Pascoe, 1863
- Callidium duodecimsignatum Perroud, 1855
- Callidium faber Newman, 1840
- Callidium longicolle Guérin-Méneville, 1840
- Callidium morosum Boisduval, 1835
- Callidium aeneum (Degeer, 1775)
- Callidium angustipennis Chemsak, 1964
- Callidium antennatum Newman, 1838
- Callidium bifasciatum Fabricius, 1787
- Callidium biguttatum Sallé, 1856
- Callidium brevicorne Olivier, 1790
- Callidium californicum Casey, 1912
- Callidium cedri Peyerimhoff, 1918
- Callidium cicatricosum Mannerheim, 1853
- Callidium flavosignatum (Pu, 1991)
- Callidium frigidum Casey, 1912
- Callidium hengduanum Holzschuh, 1999
- Callidium hoppingi Linsley, 1957
- Callidium juniperi Fisher, 1920
- Callidium leechi Linsley & Chemsak, 1963
- Callidium libani Sama & Rapuzzi, 2002
- Callidium piceonotatum Pic, 1933
- Callidium powelli Linsley & Chemsak, 1963
- Callidium przevalskii (Semenov & Plavilstshikov, 1936)
- Callidium pseudotsugae Fisher, 1920
- Callidium rubeocolle Newman, 1844
- Callidium schotti Schaeffer, 1917
- Callidium scutellare Fairmaire, 1902
- Callidium sempervirens Linsley, 1942
- Callidium sequoiarium Fisher, 1920
- Callidium subcostatum Fairmaire, 1871
- Callidium subtuberculatus Pu, 1992
- Callidium syriacum Pic, 1892
- Callidium texanum Schaeffer, 1917
- Callidium vandykei Linsley, 1957
- Callidium violaceipenne Linsley & Chemsak, 1963
- Callidium violaceum (Linnaeus, 1758)
- Callidium viridicolle Pic, 1926
- Callidium viridocyaneum Linsley & Chemsak, 1963